# Nemanja Nikolić (calciatore 1987)
Nemanja Nikolić, talvolta riportato anche in ungherese come Nemanja Nikolics (in serbo Немања Николић?; Senta, 31 dicembre 1987), è un ex calciatore serbo naturalizzato ungherese, di ruolo attaccante.

## Caratteristiche tecniche
Punta centrale di grande spessore dal grande feeling con il gol, forte fisicamente e abile nei tiri dalla distanza spesso gli vengono affidate le chiavi del reparto offensivo.

## Carriera

### Club

#### Gli inizi e l'arrivo al Kaposvár
Cresce calcisticamente nel Senta squadra della sua città, nel 2006 debutta nel calcio professionistico firmando per il Barcsi club ungherese militante in NBII restandovi per una stagione dove riesce a mettere a segno 3 reti in 19 incontri. La stagione successiva si sposta al Kaposvölgye militante sempre nella seconda serie del calcio magiaro dove in sei mesi riesce a mettere a segno tra campionato e coppa 17 gol in appena 18 partite, le ottime prestazioni convincono il Kaposvár a metterlo sotto contratto dove il primo marzo al debutto in NBI con il suo nuovo club segna il gol che consegna alla sua squadra la vittoria per 1-0 contro il Fehérvár, alla fine della prima stagione terminata con un sorprendente sesto posto chiusa con 4 reti in 12 presenze diventa titolare inamovibile. Con il club di Kaposvár vi rimane per un'altra stagione e mezzo dove riesce a diventare un giocatore simbolo del club riuscendo a collezionare 49 gettoni andando a segno ben 30 volte.

#### Gli anni al Videoton
A gennaio del 2010 sotto il forte pressing del mister György Mezey viene acquistato dal Videoton ambizioso club della massima serie ungherese, venendo presentato alla stampa e ai tifosi già il giorno dopo debutta ufficialmente con la sua nuova squadra il 27 febbraio nella vittoria interna arrivata per 2-0 contro il Kecskemét segna il suo primo gol già alla giornata successiva dove consegna la vittoria alla sua squadra proprio per 1-0 contro il Diósgyőr chiudendo la sua prima stagione con 8 reti in 15 presenze terminata al secondo posto in classifica ad un solo punto dal Debrecen riuscendo comunque a vincere il titolo di Capocannoniere della NBI con 18 reti. La stagione successiva vede la propria squadra rafforzarsi ulteriormente andando a vincere per la prima volta il Campionato ungherese a sei lunghezze dal Paks dando il proprio contributo con 8 gol in 24 incontri, la stagione successiva con l'arrivo in panchina di Paulo Sousa diventerà un uomo squadra e un titolare fisso nello scacchiere del portoghese andando a segnare 19 reti in 30 partite disputate arrivando secondo in campionato riuscendo a vincere la Supercoppa d'Ungheria e la Coppa di Lega. La stagione 2012-13 inizia nel migliore dei modi dove vede la propria squadra vincere per il secondo anno di fila la Supercoppa d'Ungheria, ma in campionato dopo un avvio incerto che vedrà alla diciassettesima giornata le dimissioni di Sousa con il conseguente affidamento della squadra al suo vice José Manuel Gomes dove dopo una lenta risalita riuscirà a concludere la stagione al secondo posto, Segnando in 27 incontri 13 reti. La stagione successiva terminerà al quarto posto riuscendo a diventare per la seconda volta Capocannoniere della NBI con 18 reti. Nella stagione 2014-15 arriva per la seconda volta il titolo di Campione d'Ungheria distaccando di sette lunghezze il Ferencváros riuscendo per la terza volta e seconda di fila a laurearsi Capocannoniere della NBI con 21 reti. Al termine della stagione lascia il club di Székesfehérvár dopo cinque anni e mezzo nei quali ha vinto 2 Campionati Ungheresi, 2 Supercoppe d'Ungheria ed una Coppa di Lega divenendo il principale marcatore della storia del club e bandiera della società rossoblù con un totale di 218 incontri disputati e ben 123 reti.

#### Legia Varsavia
Dopo aver lasciato l'Ungheria per alcune settimane sono circolate delle voci anche insistenti che lo vedevano al Liverpool agli ordini di mister Brendan Rodgers, ma alla fine ha firmato un contratto triennale con i polacchi del Legia Varsavia. Il 12 luglio 2016 segna un gol nel secondo turno preliminare della UEFA Champions League. In campionato fa il suo esordio alla prima giornata segnando una doppietta che porta alla vittoria per 4-1 contro il Slask Wroclaw ed ai suoi primi gol con la maglia del club polacco. Nel corso della stagione mette a segno altre cinque doppiette ed una tripletta contro il Cracovia Kraków, che gli permettono di aggiudicarsi il titolo di capocannoniere del campionato, della coppa nazionale (competizioni entrambe vinte dalla sua squadra) e molti premi individuali polacchi, chiudendo il primo anno con la maglia del Legia con un bilancio di trentasei reti in 55 presenze. La stagione successiva lo vede grazie al grande rendimento mostrato di segnare ben cinque reti in 6 presenze nelle qualificazioni alla Champions League facendo entrare la propria squadra nei gironi, anche in campionato il rendimento è molto alto infatti riesce a segnare dodici reti in 19 presenze, prima di lasciare il club di Varsavia a seguito di un'importante offerta dagli Stati Uniti dopo aver vinto un campionato ed una coppa nazionale con uno share di 54 reti in 86 incontri disputati.

#### Chicago Fire
Il 20 dicembre 2016 viene acquistato a titolo definitivo dal Chicago Fire, club militante in MLS firmando un contratto fino al 2019. A fine contratto, dopo 96 presenze e 51 reti, lascia il club.

### Nazionale
Naturalizzato ungherese, esordisce con la Nazionale magiara l'11 ottobre 2013 in Paesi Bassi-Ungheria (8-1). Alla sfida successiva segna la sua prima rete in nazionale nel successo per 2-0 contro Andorra.
Viene poi convocato per gli Europei 2016 in Francia.
Il 3 maggio 2018 annuncia il suo ritiro dalla Nazionale dopo 27 presenze e 5 reti, salvo poi tornare sui suoi passi nel 2020.

## Statistiche

### Presenze e reti nei club
Statistiche aggiornate al 7 agosto 2018.
| Stagione              | Squadra               | Campionato            | Campionato | Campionato | Coppe nazionali | Coppe nazionali | Coppe nazionali | Coppe continentali | Coppe continentali | Coppe continentali | Altre coppe | Altre coppe | Altre coppe | Totale | Totale |
| Stagione              | Squadra               | Comp                  | Pres       | Reti       | Comp            | Pres            | Reti            | Comp               | Pres               | Reti               | Comp        | Pres        | Reti        | Pres   | Reti   |
| --------------------- | --------------------- | --------------------- | ---------- | ---------- | --------------- | --------------- | --------------- | ------------------ | ------------------ | ------------------ | ----------- | ----------- | ----------- | ------ | ------ |
| 2006-2007             | Barcsi                | NBII                  | 19         | 3          | MK              | 0               | 0               | -                  | -                  | -                  | -           | -           | -           | 19     | 3      |
| 2007-gen. 2008        | Kaposvölgye           | NBII                  | 14         | 11         | MK+MLK          | 4+-             | 6+-             | -                  | -                  | -                  | -           | -           | -           | 18     | 17     |
| gen.-giu. 2008        | Kaposvár              | NBI                   | 12         | 4          | MK+MLK          | 5+4             | 2+2             | -                  | -                  | -                  | -           | -           | -           | 21     | 8      |
| 2008-2009             | Kaposvár              | NBI                   | 22         | 16         | MK+MLK          | 3+5             | 1+7             | -                  | -                  | -                  | -           | -           | -           | 30     | 24     |
| 2009-gen. 2010        | Kaposvár              | NBI                   | 15         | 10         | MK+MLK          | 3+4             | 1+2             | -                  | -                  | -                  | -           | -           | -           | 18     | 11     |
| Totale Kaposvár       | Totale Kaposvár       | Totale Kaposvár       | 49         | 30         |                 | 20              | 13              |                    | -                  | -                  |             | -           | -           | 69     | 43     |
| gen.-giu. 2010        | Videoton              | NBI                   | 15         | 8          | MK+MLK          | 1+3             | 1+1             | -                  | -                  | -                  | -           | -           | -           | 19     | 10     |
| 2010-2011             | Videoton              | NBI                   | 24         | 8          | MK+MLK          | 7+2             | 5+0             | UEL                | 2                  | 0                  | MS          | 1           | 0           | 36     | 13     |
| 2011-2012             | Videoton              | NBI                   | 30         | 19         | MK+MLK          | 6+10            | 4+7             | UCL                | 1                  | 0                  | MS          | 1           | 0           | 48     | 30     |
| 2012-2013             | Videoton              | NBI                   | 27         | 13         | MK+MLK          | 5+7             | 5+5             | UEL                | 12                 | 4                  | MS          | 1           | 0           | 52     | 27     |
| 2013-2014             | Videoton              | NBI                   | 28         | 18         | MK+MLK          | 1+3             | 0+1             | UEL                | 2                  | 0                  | -           | -           | -           | 34     | 19     |
| 2014-2015             | Videoton              | NBI                   | 25         | 21         | MK+MLK          | 4+9             | 3+9             | -                  | -                  | -                  | -           | -           | -           | 29     | 24     |
| Totale Videoton       | Totale Videoton       | Totale Videoton       | 149        | 87         |                 | 49              | 32              |                    | 17                 | 4                  |             | 3           | 0           | 218    | 123    |
| 2015-2016             | Legia Varsavia        | EK                    | 37         | 28         | CP              | 7               | 6               | UEL                | 10                 | 1                  | SP          | 1           | 0           | 55     | 36     |
| ago.-dic. 2016        | Legia Varsavia        | EK                    | 19         | 12         | CP              | 1               | 1               | UCL                | 11                 | 6                  | SP          | 0           | 0           | 31     | 19     |
| Totale Legia Varsavia | Totale Legia Varsavia | Totale Legia Varsavia | 56         | 40         |                 | 8               | 7               |                    | 21                 | 7                  |             | 1           | 0           | 86     | 54     |
| 2017                  | Chicago Fire          | MLS                   | 33         | 24         | USOC            | 1               | 0               | -                  | -                  | -                  | -           | -           | -           | 34     | 24     |
| 2018                  | Chicago Fire          | MLS                   | 29         | 15         | USOC            | 3               | 4               | -                  | -                  | -                  | -           | -           | -           | 32     | 19     |
| Totale Chicago Fire   | Totale Chicago Fire   | Totale Chicago Fire   | 62         | 39         |                 | 4               | 4               |                    | -                  | -                  |             | -           | -           | 66     | 43     |
| Totale carriera       | Totale carriera       | Totale carriera       | 327        | 196        |                 | 85              | 64              |                    | 38                 | 12                 |             | 4           | 0           | 454    | 270    |

### Cronologia presenze e reti in nazionale
| Cronologia completa delle presenze e delle reti in nazionale ― Ungheria | Cronologia completa delle presenze e delle reti in nazionale ― Ungheria | Cronologia completa delle presenze e delle reti in nazionale ― Ungheria | Cronologia completa delle presenze e delle reti in nazionale ― Ungheria | Cronologia completa delle presenze e delle reti in nazionale ― Ungheria | Cronologia completa delle presenze e delle reti in nazionale ― Ungheria | Cronologia completa delle presenze e delle reti in nazionale ― Ungheria | Cronologia completa delle presenze e delle reti in nazionale ― Ungheria |
| Data                                                                    | Città                                                                   | In casa                                                                 | Risultato                                                               | Ospiti                                                                  | Competizione                                                            | Reti                                                                    | Note                                                                    |
| ----------------------------------------------------------------------- | ----------------------------------------------------------------------- | ----------------------------------------------------------------------- | ----------------------------------------------------------------------- | ----------------------------------------------------------------------- | ----------------------------------------------------------------------- | ----------------------------------------------------------------------- | ----------------------------------------------------------------------- |
| 11-10-2013                                                              | Amsterdam                                                               | Paesi Bassi                                                             | 8 – 1                                                                   | Ungheria                                                                | Qual. Mondiali 2014                                                     | -                                                                       | 79’                                                                     |
| 15-10-2013                                                              | Budapest                                                                | Ungheria                                                                | 2 – 0                                                                   | Andorra                                                                 | Qual. Mondiali 2014                                                     | 1                                                                       |                                                                         |
| 5-3-2014                                                                | Győr                                                                    | Ungheria                                                                | 1 – 2                                                                   | Finlandia                                                               | Amichevole                                                              | -                                                                       | 82’                                                                     |
| 22-5-2014                                                               | Debrecen                                                                | Ungheria                                                                | 2 – 2                                                                   | Danimarca                                                               | Amichevole                                                              | -                                                                       | 67’                                                                     |
| 7-6-2014                                                                | Budapest                                                                | Ungheria                                                                | 3 – 0                                                                   | Kazakistan                                                              | Amichevole                                                              | -                                                                       | 87’                                                                     |
| 7-9-2014                                                                | Budapest                                                                | Ungheria                                                                | 1 – 2                                                                   | Irlanda del Nord                                                        | Qual. Euro 2016                                                         | -                                                                       | 46’                                                                     |
| 11-10-2014                                                              | Bucarest                                                                | Romania                                                                 | 1 – 1                                                                   | Ungheria                                                                | Qual. Euro 2016                                                         | -                                                                       | 46’                                                                     |
| 14-10-2014                                                              | Tórshavn                                                                | Fær Øer                                                                 | 0 – 1                                                                   | Ungheria                                                                | Qual. Euro 2016                                                         | -                                                                       | 46’                                                                     |
| 14-11-2014                                                              | Budapest                                                                | Ungheria                                                                | 1 – 0                                                                   | Finlandia                                                               | Qual. Euro 2016                                                         | -                                                                       | 63’                                                                     |
| 18-11-2014                                                              | Budapest                                                                | Ungheria                                                                | 1 – 2                                                                   | Russia                                                                  | Amichevole                                                              | 1                                                                       | 46’                                                                     |
| 29-3-2015                                                               | Budapest                                                                | Ungheria                                                                | 0 – 0                                                                   | Grecia                                                                  | Qual. Euro 2016                                                         | -                                                                       | 68’                                                                     |
| 5-6-2015                                                                | Debrecen                                                                | Ungheria                                                                | 4 – 0                                                                   | Lituania                                                                | Amichevole                                                              | 1                                                                       | 46’                                                                     |
| 13-6-2015                                                               | Helsinki                                                                | Finlandia                                                               | 0 – 1                                                                   | Ungheria                                                                | Qual. Euro 2016                                                         | -                                                                       | 77’                                                                     |
| 4-9-2015                                                                | Budapest                                                                | Ungheria                                                                | 0 – 0                                                                   | Romania                                                                 | Qual. Euro 2016                                                         | -                                                                       | 70’                                                                     |
| 8-10-2015                                                               | Budapest                                                                | Ungheria                                                                | 2 – 1                                                                   | Fær Øer                                                                 | Qual. Euro 2016                                                         | -                                                                       | 75’                                                                     |
| 11-10-2015                                                              | Il Pireo                                                                | Grecia                                                                  | 4 – 3                                                                   | Ungheria                                                                | Qual. Euro 2016                                                         | -                                                                       | 62’                                                                     |
| 26-3-2016                                                               | Budapest                                                                | Ungheria                                                                | 1 – 1                                                                   | Croazia                                                                 | Amichevole                                                              | -                                                                       | 46’                                                                     |
| 20-5-2016                                                               | Budapest                                                                | Ungheria                                                                | 0 – 0                                                                   | Costa d'Avorio                                                          | Amichevole                                                              | -                                                                       | 64’                                                                     |
| 18-6-2016                                                               | Marsiglia                                                               | Islanda                                                                 | 1 – 1                                                                   | Ungheria                                                                | Euro 2016 - 1º turno                                                    | -                                                                       | 66’                                                                     |
| 26-6-2016                                                               | Tolosa                                                                  | Ungheria                                                                | 0 – 4                                                                   | Belgio                                                                  | Euro 2016 - Ottavi di finale                                            | -                                                                       | 75’                                                                     |
| 6-9-2016                                                                | Tórshavn                                                                | Fær Øer                                                                 | 0 – 0                                                                   | Ungheria                                                                | Qual. Mondiali 2018                                                     | -                                                                       | 70’                                                                     |
| 7-10-2016                                                               | Budapest                                                                | Ungheria                                                                | 2 – 3                                                                   | Svizzera                                                                | Qual. Mondiali 2018                                                     | -                                                                       | 87’                                                                     |
| 10-10-2016                                                              | Riga                                                                    | Lettonia                                                                | 0 – 2                                                                   | Ungheria                                                                | Qual. Mondiali 2018                                                     | -                                                                       | 46’                                                                     |
| 9-11-2017                                                               | Lussemburgo                                                             | Lussemburgo                                                             | 2 – 1                                                                   | Ungheria                                                                | Amichevole                                                              | 1                                                                       | 74’                                                                     |
| 14-11-2017                                                              | Budapest                                                                | Ungheria                                                                | 1 – 0                                                                   | Costa Rica                                                              | Amichevole                                                              | 1                                                                       | 81’                                                                     |
| 23-3-2018                                                               | Budapest                                                                | Ungheria                                                                | 2 – 3                                                                   | Kazakistan                                                              | Amichevole                                                              | -                                                                       | 76’                                                                     |
| 27-3-2018                                                               | Budapest                                                                | Ungheria                                                                | 0 – 1                                                                   | Scozia                                                                  | Amichevole                                                              | -                                                                       | 83’                                                                     |
| 3-9-2020                                                                | Sivas                                                                   | Turchia                                                                 | 0 – 1                                                                   | Ungheria                                                                | UEFA Nations League 2020-2021 - 1º turno                                | -                                                                       | 71’                                                                     |
| 6-9-2020                                                                | Budapest                                                                | Ungheria                                                                | 2 – 3                                                                   | Russia                                                                  | UEFA Nations League 2020-2021 - 1º turno                                | 1                                                                       | 67’                                                                     |
| 8-10-2020                                                               | Sofia                                                                   | Bulgaria                                                                | 1 – 3                                                                   | Ungheria                                                                | Qual. Euro 2020                                                         | 1                                                                       | 59’                                                                     |
| 11-10-2020                                                              | Belgrado                                                                | Serbia                                                                  | 0 – 1                                                                   | Ungheria                                                                | UEFA Nations League 2020-2021 - 1º turno                                | -                                                                       | 76’                                                                     |
| 14-10-2020                                                              | Mosca                                                                   | Russia                                                                  | 0 – 0                                                                   | Ungheria                                                                | UEFA Nations League 2020-2021 - 1º turno                                | -                                                                       | 61’                                                                     |
| 12-11-2020                                                              | Budapest                                                                | Ungheria                                                                | 2 – 1                                                                   | Islanda                                                                 | Qual. Euro 2020                                                         | -                                                                       | 72’                                                                     |
| 15-11-2020                                                              | Budapest                                                                | Ungheria                                                                | 1 – 1                                                                   | Serbia                                                                  | UEFA Nations League 2020-2021 - 1º turno                                | -                                                                       | cap. 57’                                                                |
| 18-11-2020                                                              | Budapest                                                                | Ungheria                                                                | 2 – 0                                                                   | Turchia                                                                 | UEFA Nations League 2020-2021 - 1º turno                                | -                                                                       | cap. 71’                                                                |
| 28-3-2021                                                               | Serravalle                                                              | San Marino                                                              | 0 – 3                                                                   | Ungheria                                                                | Qual. Mondiali 2022                                                     | 1                                                                       | 46’                                                                     |
| 31-3-2021                                                               | Andorra la Vella                                                        | Andorra                                                                 | 1 – 4                                                                   | Ungheria                                                                | Qual. Mondiali 2022                                                     | -                                                                       | 61’                                                                     |
| 4-6-2021                                                                | Budapest                                                                | Ungheria                                                                | 1 – 0                                                                   | Cipro                                                                   | Amichevole                                                              | -                                                                       | 61’                                                                     |
| 19-6-2021                                                               | Budapest                                                                | Ungheria                                                                | 1 – 1                                                                   | Francia                                                                 | Euro 2020 - 1º turno                                                    | -                                                                       | 26’                                                                     |
| 23-6-2021                                                               | Monaco di Baviera                                                       | Germania                                                                | 2 – 2                                                                   | Ungheria                                                                | Euro 2020 - 1º turno                                                    | -                                                                       | 88’                                                                     |
| 5-9-2021                                                                | Elbasan                                                                 | Albania                                                                 | 1 – 0                                                                   | Ungheria                                                                | Qual. Mondiali 2022                                                     | -                                                                       | 90+4’                                                                   |
| 8-9-2021                                                                | Bucarest                                                                | Ungheria                                                                | 2 – 1                                                                   | Andorra                                                                 | Qual. Mondiali 2022                                                     | -                                                                       | 74’                                                                     |
| 12-10-2021                                                              | Londra                                                                  | Inghilterra                                                             | 1 – 1                                                                   | Ungheria                                                                | Qual. Mondiali 2022                                                     | -                                                                       | 90+2’                                                                   |
| Totale                                                                  |                                                                         | Presenze                                                                | 43                                                                      |                                                                         | Reti                                                                    | 8                                                                       |                                                                         |

## Palmarès

### Club
- Campionato ungherese: 2

Videoton: 2010-2011, 2014-2015
- Coppa di Lega ungherese: 1

Videoton: 2011-2012
- Supercoppa di Ungheria: 2

Videoton: 2011, 2012
- Campionato polacco: 1

Legia Varsavia: 2015-2016
- Coppa di Polonia: 1

Legia Varsavia: 2015-2016

### Individuale
- Capocannoniere della NBI: 3

2009-2010 (18 gol), 2013-2014 (18 gol, a pari merito con Attila Simon), 2014-2015 (21 gol)
- Capocannoniere della Coppa di Lega ungherese: 1

2011-2012 (7 gol)
- Capocannoniere della Ekstraklasa: 1

2015-2016 (28 gol)
- Capocannoniere della coppa polacca: 1

2015-2016 (6 gol)
- Miglior attaccante della Ekstraklasa: 1

2015-2016
- Miglior giocatore della Ekstraklasa: 1

2015-2016
- Capocannoniere della Major League Soccer: 1

2017 (24 gol)
- MLS Best XI: 1

2017
- Calciatore ungherese dell'anno: 1

2017